# 徳島県道171号立江停車場線
徳島県道171号立江停車場線（とくしまけんどう171ごう たつえていしゃじょうせん）は、徳島県小松島市を通る一般県道である。

## 概要
JR四国牟岐線立江駅と徳島県道136号宮倉徳島線の旧道を結ぶ路線であるが、全線1車線の幅員しかない狭い道である。しかし、立江駅利用者と地元民が利用する程度の交通量ではあるが、車同士の離合する場所は限られてしまう。また、四国八十八箇所19番札所の立江寺とJR四国立江駅を結ぶ最短ルートでもある。

### 路線データ
- 起点：徳島県小松島市立江町前田（JR四国牟岐線 立江駅前）
- 終点：徳島県小松島市立江町万代（徳島県道136号宮倉徳島線旧道交点）
- 距離：0.338 km [1]

## 歴史
- 1920年（大正9年）4月16日 - 徳島県道立江停車場線として初認定。
- 1972年（昭和47年）3月10日 - 現在の徳島県道171号として再認定、現在に至る。

## 地理

### 通過する自治体
- 徳島県
  - 小松島市

### 交差する道路
| 交差する道路            | 交差する場所 | 交差する場所 |
| ----------------------- | ------------ | ------------ |
| 徳島県道136号宮倉徳島線 | 立江町万代   | 終点         |

### 沿線
- JR四国牟岐線 立江駅